# Delo osvobaja
Delo osvobaja je slovenski dramski film iz leta 2004 v režiji in po scenariju Damjana Kozoleta. Film prikazuje zgodbo o strojnem mehaniku Petru, ki je po izgubi službe in ločitvi na tleh.

## Igralci
- Peter Musevski kot Pero
- Nataša Barbara Gračner kot Vera
- Lara Djurica kot hči Sonja
- Marijana Brecelj kot agentka zavoda za zaposlovanje
- Marjuta Slamič kot Ines
- Manca Dorrer kot soseda Marija
- Primož Petkovšek kot Tomo
- Andrej Nahtigal kot prijatelj Janez
- Lotos Šparovec kot prijatelj Roman
- Uroš Fürst kot psihiater
- Jernej Kuntner kot Primož Dolinar
- Demeter Bitenc kot sosed
- Irena Duša kot pretepeno dekle
- Alida Bevk kot prijateljica sosede Marije
- Emil Cerar kot mož pretepenega dekleta